# 바비 후와에
바비 후와에(Baby Huwae, 1939년 12월 22일 ~ 1989년 7월 5일)는 인도네시아의 배우이다. 네덜란드 로테르담 태생이며 독일 혈통을 갖고 있다. 1950년대 말부터 1960년대 초반까지 영화 배우로 활동했다.

## 출연 작품
- Djuara Sepatu Roda (1958)
- Asrama Dara (1958)
- Gembira Ria (1959)
- Serba Salah (1959)
- Tiga Mawar (1959)
- Amor dan Humor (1961)
- Tiada Maaf Bagimu (1971)